# Cosmographiae Introductio

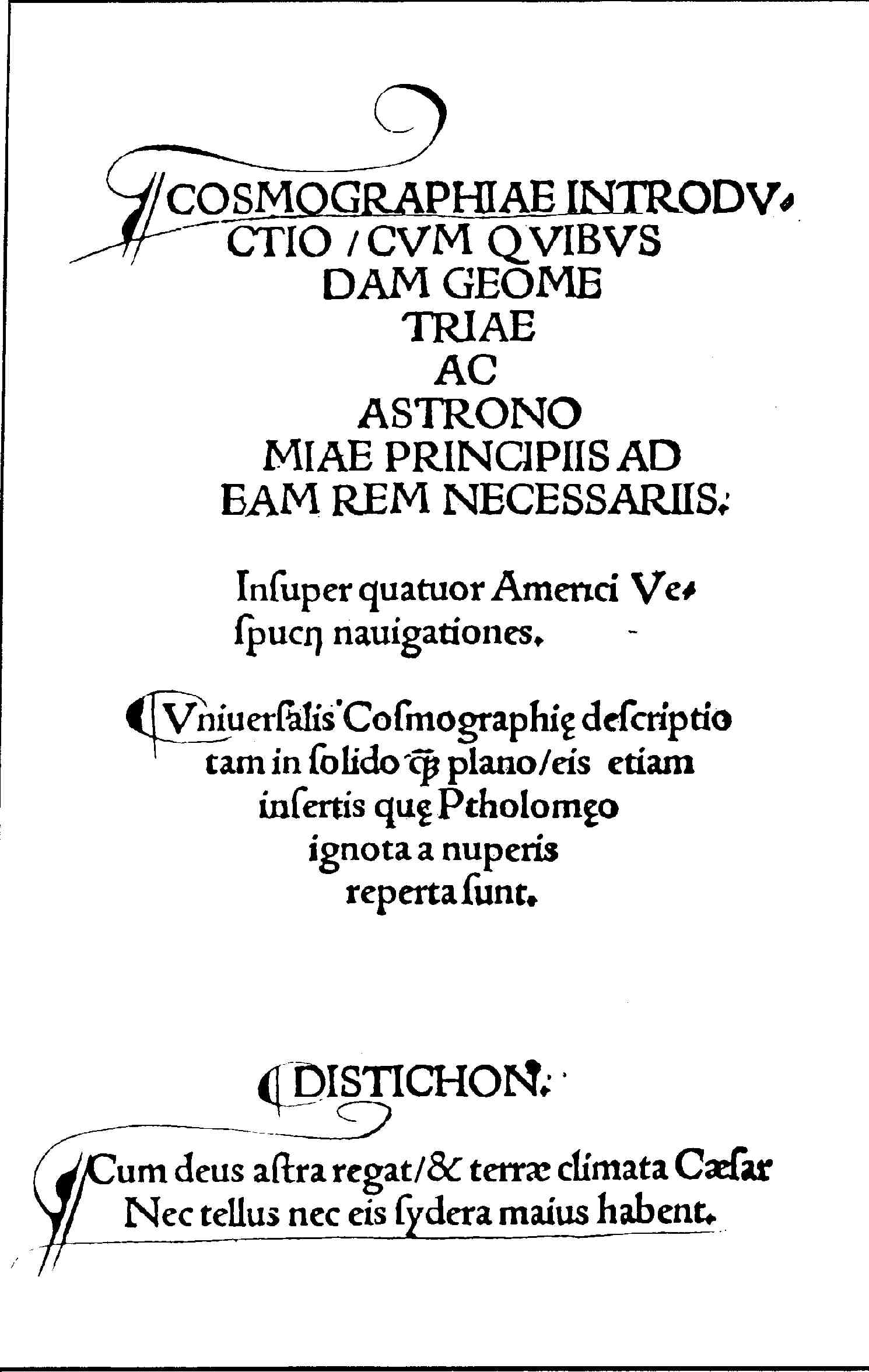
Capa da Cosmographiae Introductio

Cosmographiae Introductio (Saint-Dié, 1507) foi um livro publicado em 1507 por Martin Waldseemüller, onde aparece mapa Universalis Cosmographia, que consta o primeiro registro do nome "América".
Este livro, em conjunto com o seu mapa do mundo, foi frequentemente divulgado e copiado durante o seu tempo.

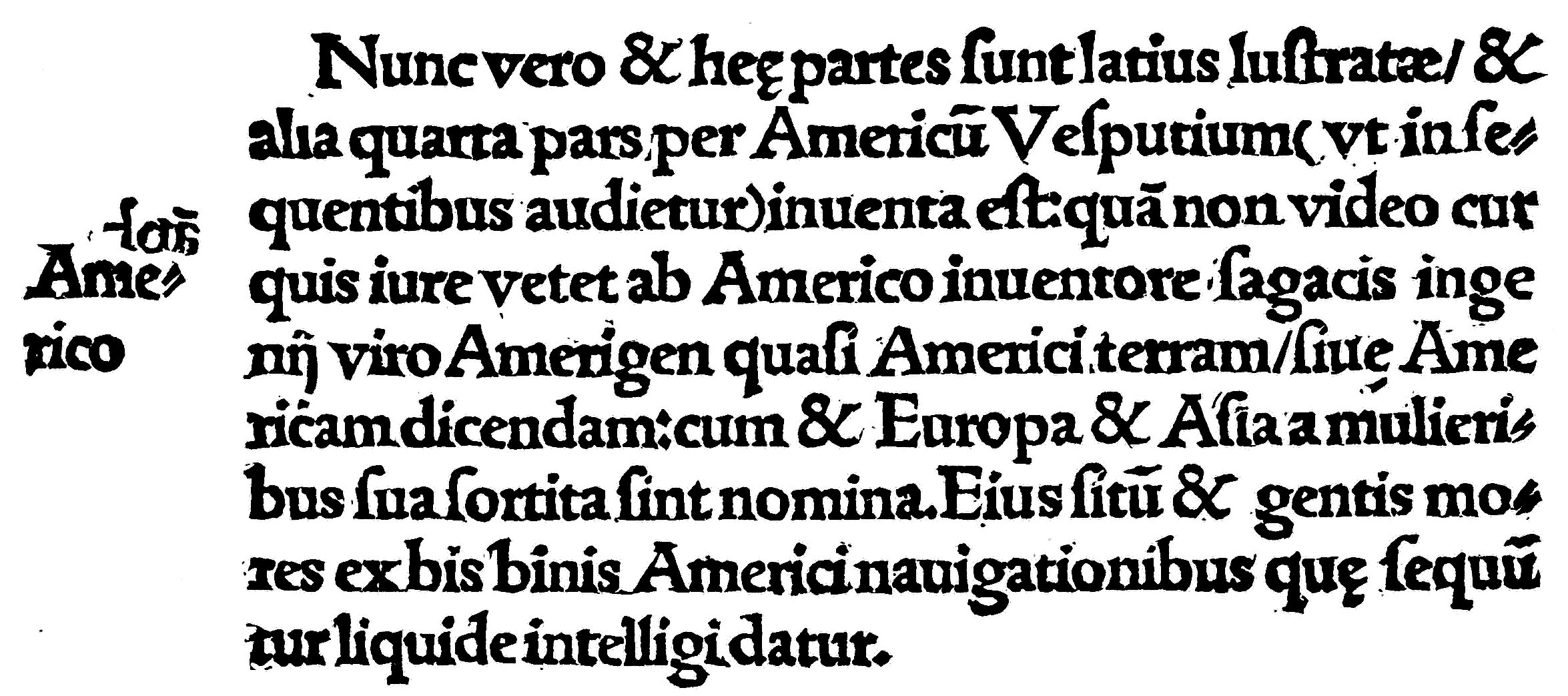
Trecho em que o nome América é proposto para designar o Novo Mundo.De Narrative and critical history of America, Volume 2, por Justin Winsor.

Universalis Cosmographia (mapa de 1507)